# 藤尾山 (愛知県)
藤尾山（ふじおやま）は、愛知県田原市にある山である。

## 概要
標高は、207.7m。渥美半島のほぼ中央に位置し、衣笠山・滝頭山・長興寺山と連なっている。
山麓には田原南部小学校や愛知県立渥美農業高等学校があり、これらの学校から登るコースもある。山頂からは、太平洋（遠州灘）の展望が良い。

## 備考
衣笠山・滝頭山・長興寺山とは、衣笠自然歩道で結ばれており、三ツ俣から不動岳・赤松山を経て、稲荷山まで続いている。